# MI10
Pour les articles homonymes, voir Mi-10.
Le MI10 (pour Military Intelligence section 10, en français section no 10 du renseignement militaire), était un département de la Direction du renseignement militaire, qui fait partie du Bureau de la Guerre britannique. Il était responsable de l'analyse des armements et de l'analyse technique pendant la Seconde Guerre mondiale.
Cette section fut absorbée par le MI16 (renseignement scientifique et technique) quand ce dernier fut créé vers la fin de la guerre.